# Smith & Wesson Модель 1940 Light Rifle
Модель 1940 Light Rifle військовий самозарядний карабін розроблений для Великої Британії напередодні Другої світової війни. Конструкцію вважали не придатною для серійного виробництва. Більшість тестових гвинтівок, які відправили до Великої Британії були зруйновані під час війни.

## Опис
Модель 1940 Light Rifle мала полімерне ложе та фрезеровані сталеві деталі з воронуванням. Короткий ствол мав дванадцять поздовжніх виїмок. Переднє руків'я, яке виходило вниз зі ствольної коробки і слугувало для викиду стріляних гільз, а також містила магазин на 20 набоїв. Хоча конструкція отвору для викидання гільз запобігала розкиданню гільз, її важко було обслуговувати якщо гільза застрягала.  Використання оброблених деталей зробило зброю важкою та дорогою у виробництві.

## Історія
На початку 1939 року британський уряд звернувся до компанії Smith & Wesson з запитом на розробку легкої гвинтівки під набій 9×19mm Parabellum для військового використання.>  Британський уряд спрямував мільйон доларів виробництво конструкції після отримання прототипів , які були зроблених відповідно до патентної заявки від 28 червня 1939 року. Випробування на Королівському заводі стрілецької зброї показали, що набої, під які було розроблено гвинтівку, мають американські заряди пороху для цивільного використання, тобто малої потужності, а британські військові набої з більшими зарядами пороху призводили до виходу з ладу ствольної коробки менше ніж за 1000 пострілів. Британський уряд надав вимогу на доробку конструкції гвинтівки, щоб вона могла витримати приблизно 5000 пострілів до поломки. Для задоволення цієї вимоги стволову коробку зміцнили зовнішнім кожухом.  Гвинтівки зі зміцненою ствольною коробкою отримали позначення Mark II, а гвинтівки зі звичайною ствольною коробкою мали позначення Mark I. Британський уряд скасував замовлення отримавши 60 прототипів та 950 гвинтівок. Приблизно 750 з них були гвинтівки Mark I rifles, а 200 були зміцнені Mark II. Гвинтівки не поступили на озброєння військ; більшість з них були вкорочені і затоплені у морі після закінчення Другої світової. П'ять гвинтівок зберегли для музеїв, в тому числі для лондоуського Тауеру.
Smith & Wesson продовжили випуск з серійними номерами від 2200 і гвинтівки проходили випробування армії США на Абердинському полігоні. Армія відмовила, оскільки гвинтівка була спроєктована під набій, який не був стандартним для військових США. Були обговорення стосовно переробки на автоматичну гвинтівку, але виробництво було припинено після випуску 1227 гвинтівок. Короткоствольна зброя була заборонена для продажу на цивільному ринку відповідно до Національного закону про стрілецьку зброю, тому 217 екземплярів залишалися на складі фабрики Smith & Wesson до того часу поки посередник не домовився з Бюро алкоголю, тютюну, вогнепальної зброї і вибухових речовин про надання зброї статусу "Рідкісної та Архаїчної вогнепальної зброї" у 1975 році. Надалі 137 гвинтівок Mark I та 80 Mark II придбали колекціонери зброї.